# ターザン フリーライド
『ターザン フリーライド』（Disney's Tarzan: FreeRide） は2002年にユービーアイソフト株式会社より発売されたPlayStation 2用のアクションゲーム。北米では2001年に、『Disney's Tarzan: Untamed』のタイトルで発売され、PlayStation 2版の他ニンテンドー ゲームキューブ版も出ている。欧州版では日本版と同じ『Disney's Tarzan: FreeRide』のタイトルで発売されている。

## ゲーム概要
ディズニー映画『ターザン』を題材にしたアクションゲーム。プレイヤーは3Dで描画されたステージ内をターザンを操作し冒険する。
モードは映画のストーリーに沿った「ストーリーモード」とステージのクリア時間を競うタイムアタック、トリックと呼ばれる技を多く使ってクリアするものがある「タークチャレンジ」がある。
ステージは普通のジャングルや川や沼でのサーフィン・ウォータースキー、滝でのバンジージャンプ、地下洞窟などがある。

## ストーリー
ジャングルの中でターザンとジェーンが仲良く遊んでいる時、ハンター達によりゴリラの子供がオリに入れられる事件が起きた。オリを壊したターザンは、ハンター達を止めるために冒険に出た。

## キャラクター
ターザン　
本作の主人公。ジャングルを襲いにやって来たハンターを懲らしめる男。
ジェーン
本作のヒロイン。ターザンと遊んでいたがタントーと洞窟に行き、ハンター達に連れて行かれた。最後はターザンに救われた。
ターク
ターザンの仲間。フィルムを取ろうとして川に落ちてしまう。溺れてしまった時にターザンに助けられた。
ポーター教授
ガードナーが悪さをしているのを止めるため、ターザンに知らせた。
タントー
ウルフに撃たれる時、ターザンに救われた。ジェーンと共に像の墓場に向かった。
ウルフ
ジャングルを襲った男。
ガードナー
ジャングルを襲ったもう一人の男。
ワニ
ターザンを食べようとした生物。沼の中で戦っていたが、ターザンに逃げられた。

## ステージ
- 1-1 子供を探せ!
- 1-2 サーフィンでタークを捜索
- 1-3 ハング・スライティング
- 1-B ターザンvsウルフ
- 1-S 滝への突入
- 2-1 ポーターを探せ!
- 2-2 沼地でスキー
- 2-3 ハンターの足跡
- 2-B ワニとの戦い
- 2-S 狂気
- 3-1 洞窟の中へ
- 3-2 地下の急流
- 3-3 地下の捜索
- 3-B 象の墓場
- 3-S 洞窟への落下